# تامر نفار
تامر نفار (ولد في 6 يونيو 1979) هو مغني راب فلسطيني بمواطنية إسرائيلية (عرب 48)، وعضو في فرقة دام الفنية.

## سيرته
ولد في مدينة اللد، الواقعة في جنوب يافا الفلسطينية. وفي سبتمبر 2000، انطلق بمسيرته الفنية، حين أسس فرقة دام والتي كانت فرقة الراب العربية الأولى في دولة إسرائيل (العرب يسمونها مناطق 48). في عام 2016، قام بدور البطولة في فيلم مفرق 48 والمبني على تجاربه.